# Cristina Carlotta d'Assia-Kassel
Cristina Carlotta d'Assia-Kassel (Kassel, 11 febbraio 1725 – 4 giugno 1782) fu una principessa di Assia-Kassel, divenuta il 17 aprile 1765 canonichessa del convento di Herford ed il 12 luglio 1766 coauditrice della badessa di Herford.

## Ascendenza
|                                                   |                                       |                                                | Genitori                                             |  |  | Nonni |  |  | Bisnonni                               |  |  | Trisnonni                             |  |
|                                                   |                                       |                                                |                                                      |  |  |       |  |  | Guglielmo VI, Langravio d'Assia-Kassel |  |  | Guglielmo V, Langravio d'Assia-Kassel |  |
|                                                   |                                       |                                                |                                                      |  |  |       |  |  | Guglielmo VI, Langravio d'Assia-Kassel |  |  | Guglielmo V, Langravio d'Assia-Kassel |  |
|                                                   |                                       | Contessa Amalia Elisabetta di Hanau-Münzenberg |                                                      |  |  |       |  |  | Guglielmo VI, Langravio d'Assia-Kassel |  |  |                                       |  |
| Carlo I, Langravio d'Assia-Kassel                 |                                       |                                                |                                                      |  |  |       |  |  | Guglielmo VI, Langravio d'Assia-Kassel |  |  |                                       |  |
|                                                   |                                       | Margravia Edvige Sofia di Brandeburgo          | Giorgio Guglielmo, Elettore di Brandeburgo           |  |  |       |  |  |                                        |  |  |                                       |  |
|                                                   |                                       | Margravia Edvige Sofia di Brandeburgo          | Giorgio Guglielmo, Elettore di Brandeburgo           |  |  |       |  |  |                                        |  |  |                                       |  |
|                                                   |                                       | Margravia Edvige Sofia di Brandeburgo          | Contessa Palatina Elisabetta Carlotta di Simmern     |  |  |       |  |  |                                        |  |  |                                       |  |
| Langravio Massimiliano d'Assia-Kassel             |                                       | Margravia Edvige Sofia di Brandeburgo          |                                                      |  |  |       |  |  |                                        |  |  |                                       |  |
|                                                   |                                       | Giacomo Kettler                                | Guglielmo Kettler                                    |  |  |       |  |  |                                        |  |  |                                       |  |
|                                                   |                                       | Giacomo Kettler                                | Guglielmo Kettler                                    |  |  |       |  |  |                                        |  |  |                                       |  |
|                                                   |                                       | Giacomo Kettler                                | Duchessa Sofia di Prussia                            |  |  |       |  |  |                                        |  |  |                                       |  |
| Amalia di Curlandia                               |                                       | Giacomo Kettler                                |                                                      |  |  |       |  |  |                                        |  |  |                                       |  |
|                                                   |                                       | Margravia Luisa Carlotta di Brandeburgo        | Giorgio Guglielmo, Elettore di Brandeburgo           |  |  |       |  |  |                                        |  |  |                                       |  |
|                                                   |                                       | Margravia Luisa Carlotta di Brandeburgo        | Giorgio Guglielmo, Elettore di Brandeburgo           |  |  |       |  |  |                                        |  |  |                                       |  |
|                                                   |                                       | Margravia Luisa Carlotta di Brandeburgo        | Contessa Palatina Elisabetta Carlotta del Reno       |  |  |       |  |  |                                        |  |  |                                       |  |
| Cristina Carlotta d'Assia-Kassel                  |                                       | Margravia Luisa Carlotta di Brandeburgo        |                                                      |  |  |       |  |  |                                        |  |  |                                       |  |
|                                                   | Luigi VI, Langravio d'Assia-Darmstadt | Giorgio II, Langravio d'Assia-Darmstadt        |                                                      |  |  |       |  |  |                                        |  |  |                                       |  |
|                                                   | Luigi VI, Langravio d'Assia-Darmstadt | Giorgio II, Langravio d'Assia-Darmstadt        |                                                      |  |  |       |  |  |                                        |  |  |                                       |  |
|                                                   | Luigi VI, Langravio d'Assia-Darmstadt | Principessa Sofia Eleonora di Sassonia         |                                                      |  |  |       |  |  |                                        |  |  |                                       |  |
| Ernesto Luigi, Langravio d'Assia-Darmstadt        | Luigi VI, Langravio d'Assia-Darmstadt |                                                |                                                      |  |  |       |  |  |                                        |  |  |                                       |  |
|                                                   |                                       | Elisabetta Dorotea di Sassonia-Gotha-Altenburg | Ernesto I, Duca di Sassonia-Gotha                    |  |  |       |  |  |                                        |  |  |                                       |  |
|                                                   |                                       | Elisabetta Dorotea di Sassonia-Gotha-Altenburg | Ernesto I, Duca di Sassonia-Gotha                    |  |  |       |  |  |                                        |  |  |                                       |  |
|                                                   |                                       | Elisabetta Dorotea di Sassonia-Gotha-Altenburg | Principessa Elisabetta Sofia di Sassonia-Altenburg   |  |  |       |  |  |                                        |  |  |                                       |  |
| Langravia Federica Carlotta d'Assia-Darmstadt     |                                       | Elisabetta Dorotea di Sassonia-Gotha-Altenburg |                                                      |  |  |       |  |  |                                        |  |  |                                       |  |
|                                                   |                                       | Alberto II, Margravio di Brandeburgo-Ansbach   | Gioacchino Ernesto, Margravio di Brandeburgo-Ansbach |  |  |       |  |  |                                        |  |  |                                       |  |
|                                                   |                                       | Alberto II, Margravio di Brandeburgo-Ansbach   | Gioacchino Ernesto, Margravio di Brandeburgo-Ansbach |  |  |       |  |  |                                        |  |  |                                       |  |
|                                                   |                                       | Alberto II, Margravio di Brandeburgo-Ansbach   | Contessa Sofia di Solms-Laubach                      |  |  |       |  |  |                                        |  |  |                                       |  |
| Margravia Dorotea Carlotta di Brandeburgo-Ansbach |                                       | Alberto II, Margravio di Brandeburgo-Ansbach   |                                                      |  |  |       |  |  |                                        |  |  |                                       |  |
|                                                   |                                       | Sofia Margherita di Oettingen-Oettingen        | Gioacchino Ernesto, Conte di Oettingen-Oettingen     |  |  |       |  |  |                                        |  |  |                                       |  |
|                                                   |                                       | Sofia Margherita di Oettingen-Oettingen        | Gioacchino Ernesto, Conte di Oettingen-Oettingen     |  |  |       |  |  |                                        |  |  |                                       |  |
|                                                   |                                       | Sofia Margherita di Oettingen-Oettingen        | Contessa Anna Sibilla di Solms-Sonnenwalde           |  |  |       |  |  |                                        |  |  |                                       |  |
|                                                   |                                       | Sofia Margherita di Oettingen-Oettingen        |                                                      |  |  |       |  |  |                                        |  |  |                                       |  |